# Mesocapnia bulbosa
Mesocapnia bulbosa is een steenvlieg uit de familie Capniidae. De wetenschappelijke naam van de soort is voor het eerst geldig gepubliceerd in 1990 door Nelson & Baumann.